# Donja mrtva točka (mehanika)
Donja mrtva točka  (DMT) klipnog mehanizma je točka kada klip dostigne svoj krajnji hod prema dnu cilindra. U tom trenutku je brzina gibanja klipa jednaka 0, tj. on je zaustavljen u svom gibanju. U toj točki klip završava svoje gibanje prema dnu cilindra i započinje svoj put prema drugom kraju. Kako se klip prestao gibati prema dnu cilindra ovo je trenutak kada je i obujam unutar cilindra najveći, a sastoji se od obujma kompresije i obujma stapaja. Udaljenost između GMT i DMT se naziva stapaj (s) i jednaka je dvostrukoj udaljenosti između središta temeljnog i letećeg ležaja (r). 
U DMT vrijedi:
brzina klipa = 0
obujam iznad klipa = obujam kompresije + obujam stapaja
tlak u cilindru = tlak usisa